# تل مزاری
تل مزاری مربوط به دوران پیش از تاریخ ایران باستان است و در شهرستان مرودشت، بخش کامفیروز، روستای بکیان واقع شده و این اثر در تاریخ ۱۲ بهمن ۱۳۸۱ با شمارهٔ ثبت ۷۳۱۹ به‌عنوان یکی از آثار ملی ایران به ثبت رسیده است.